# Abfahrender Rheindampfer mit Blick auf das Siebengebirge
Abfahrender Rheindampfer mit Blick auf das Siebengebirge (auch „Rheindampfer und Blick auf den Drachenfels“, kurz „Rheindampfer“) ist eine Ölskizze von Oswald Achenbach. Sie fand zunächst große Beachtung, wurde ausgestellt und in den 1920er Jahren in mehreren Kunstzeitschriften abgebildet, zuletzt 1943 in J. Heinrich Schmidts Achenbach-Monographie. Anscheinend ist sie in den Kriegswirren verschollen. Gerade dieses Werk ist aber, soweit man es aus den allein erhaltenen Schwarzweißabbildungen erschließen kann, mehr als andere geeignet, Oswald Achenbach als den eigenständiger Vorläufer des deutschen Impressionismus auszuweisen, als der er bislang nur von Wenigen anerkannt wurde.

## Achenbachs Skizzen
Oswald Achenbachs Ölskizzen sind teils auf Leinwand, teils auf Papier oder Karton und teils auf Holz gemalt. Sie sind meistens signiert und gelegentlich monogrammiert. Doch etwa ein Drittel seiner Ölskizzen besitzt weder eine Signatur noch ein Monogramm. Ausnahmsweise hat er Skizzen auch als Aquarell oder Gouache gefertigt. Nur zum Teil sind sie Vorläufer eines ausgearbeiteten Gemäldes (oder auch nur als solche gedacht). Vielmehr hat schon Achenbach selbst ihnen einen schöpferischen Eigenwert beigemessen und mit zunehmendem Alter in ihrer Anfertigung die größere künstlerische Befriedigung gefunden. Die Bilder sind eher kleinformatig, vor Ort gefertigt, also im Unterschied zur damals vorherrschenden Atelierkunst Freilichtmalerei im Sinne der Schule von Barbizon. Das gemeinsame Charakteristikum ist der flüchtige Pinselstrich, der den gesehenen und gefühlten Eindruck vermitteln will und nicht um subtile Ausarbeitung bemüht ist. Das ist aus der Sicht der traditionellen Malerei des 19. Jahrhunderts das oft kritisierte Merkmal des Unfertigen, während der moderne Betrachter darin Spannung und Anregung findet. Ein äußerliches Kennzeichen des Unfertigen ist auch, dass Achenbach oftmals den Malgrund, nämlich die Textur der Leinwand oder die Maserung des Holzes, durch den Farbauftrag scheinen lässt. Lichteffekte, Hell-Dunkel-Kontraste, Himmel und Wolken ersetzen die detaillierte Ausarbeitung des Vordergrundes. Nicht zufällig hat Achenbach in William Turner das große Vorbild gefunden. In der Wahl des Sujets allerdings ist er noch weitgehend der idealisierend-heroischen Landschaftskomposition des bürgerlichen Geschmacks verhaftet. Und dementsprechend bleibt auch die sonnenbeglänzte Farbigkeit erst den französischen Impressionisten vorbehalten. Doch scheint gerade auch in diesem Punkt der „Rheindampfer“ über das Gros seiner Skizzen hinauszuweisen.

## Die Skizze „Rheindampfer“

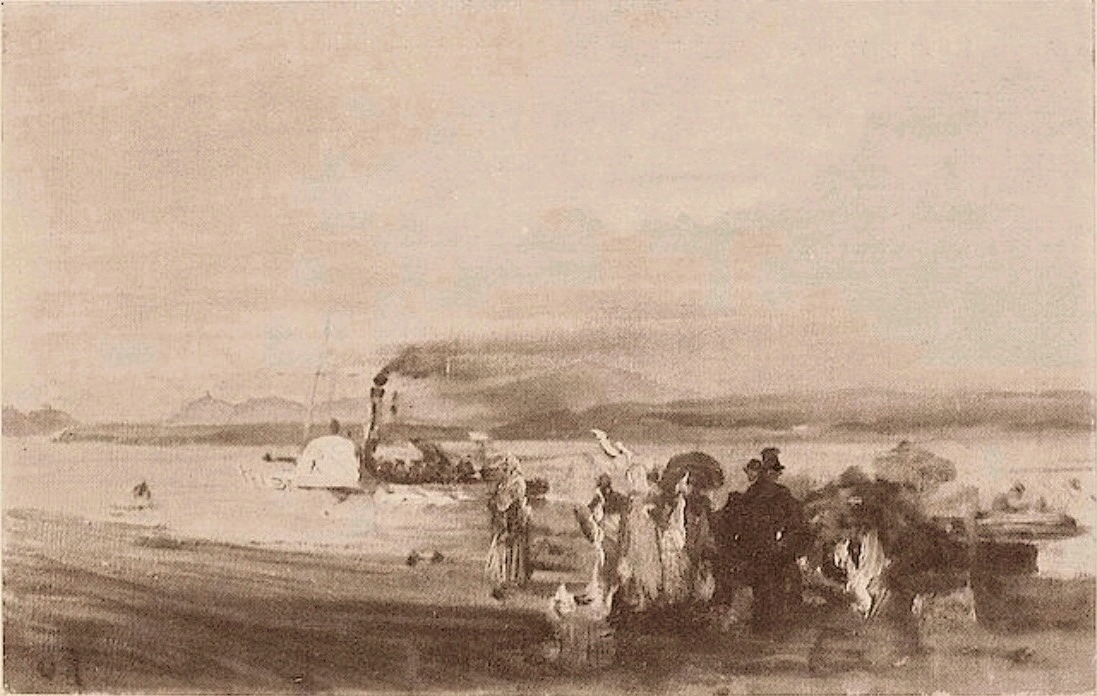
Abfahrender Rheindampfer mit Blick auf das Siebengebirge, Ölskizze

Das Bild zeigt einen Raddampfer, der mit rauchendem Schlot die Mitte des Stroms ansteuert und von einer Personengruppe am Ufer verabschiedet wird. Im Hintergrund ist die Hügelkette des jenseitigen Ufers. Bei genauerem Hinsehen erkennt man nur grobstrichige Konturen und (in Grautöne umgesetzte) Farbflecke; aber sie ergänzen sich zu einem vollkommenen Gesamteindruck. Als Signatur kann man das Monogramm „OA“ links unten entziffern. Über das Format des Bildes, das Material, die Farbgebung und das Entstehungsjahr ist nichts bekannt. So ist der Betrachter der Reproduktion ganz auf seine Vorstellungskraft angewiesen. Er mag sich die warmen Farben eines sonnigen Sommertags hinzudenken und ein impressionistisches Meisterwerk sehen.